# Miguel Hidalgo (triatleta)
Miguel Lopes Hidalgo (nascido em 8 de abril de 2000) é um triatleta brasileiro, medalhista de ouro nos Jogos Pan-Americanos.

## Carreira
Começou a praticar triatlo em 2015. Antes de praticar o esporte, pensou em seguir os passos do pai e estudar engenharia, mas optou pela modalidade.
Em 2018 foi Campeão Brasileiro Júnior e Campeão Sul-Americano Júnior. Em 2019 foi vice-campeão da American Cup Brasília, vice-campeão júnior da European Cup Holten e Campeão Sul-Americano Júnior.
Nos Jogos Pan-Americanos Júnior de 2021, conquistou a medalha de ouro no triatlo masculino.
Nos Jogos Sul-Americanos de 2022 conquistou duas medalhas de ouro, no triatlo masculino e no revezamento misto do triatlo.
No Campeonato Pan-Americano de Triatlo de 2022, realizado em Montevidéu, no Uruguai, a equipe brasileira de revezamento misto, com a participação de Hidalgo, conquistou a medalha de ouro.
No evento-teste das Olimpíadas de Paris 2024, realizado em agosto de 2023, Hidalgo terminou em 8º lugar.
Nas finais do Campeonato Mundial de Triatlo de 2023, disputadas em setembro, em Pontevedra, Hidalgo terminou na 6ª posição.
No Jogos Pan-Americanos de 2023 conquistou duas medalhas de ouro, no triatlo masculino e no revezamento misto do triatlo.
Aos 24 anos de idade, disputou suas primeiras Olimpíadas nos Jogos Olímpicos de 2024 em Paris. Disputando a prova individual do triatlo, ele chegou a estar na disputa do bronze perto do final da prova, faltando 2 km de corrida para o término. Após este momento, Hidalgo não conseguiu segurar o forte ritmo da prova e foi ultrapassado por alguns atletas. Terminou em 10º lugar, a melhor colocação já obtida por um sul-americano na história do triatlo olímpico. 
Em maio de 2025, Hidalgo fez história ao se tornar o primeiro brasileiro de todos os tempos a vencer uma etapa do Campeonato Mundial de Triatlo, na Itália. Com o resultado, ele chegou, naquele momento, ao segundo lugar do ranking do Mundial, com 2.227,45 pontos, atrás apenas do australiano Matthew Hauser, que tinha 2.618,75.